# CakePHP
CakePHP é um framework escrito em PHP que tem como principais objetivos oferecer uma estrutura que possibilite aos programadores de PHP de todos os níveis desenvolverem aplicações robustas rapidamente, sem perder flexibilidade.
O Cake-PHP utiliza conceitos de engenharia de software e padrões de projeto bem-conhecidos, tais como ActiveRecord, Association Data Mapping, Convenção sobre configuração, Front Controller e MVC (Model-View-Controller).

## Estrutura CakePHP
O framework CakePHP utiliza dos padrões MVC (Modelo-Visualização-Controlador), porém possui também classes e objetos adicionais que tem como objetivo proporcionar extensibilidade e reuso, para que possam adicionar funcionalidades à base MVC de suas aplicações. São eles:
- Extensões do Controlador

Para ajudar na lógica do controlador temos a classe Componente. Se temos uma mesma lógica e queremos compartilhar entre os controladores(aplicações), o componente é uma boa saída. Por exemplo o componente interno EmailComponent cria e envia e-mails em segundo plano. Para reutilização do método podemos criar um componente que empacote esta funcionalidade e seja compartilhado entre os controladores.
- Extensões de Visão

Helper é a classe que ajuda na lógica da visão. Assim como o componente ajuda o controlador, os ajudantes permitem a apresentação lógica ser acessada e compartilhada entre as visões.
- Extensões de Modelo

Já para o modelo, temos a classe Behavior que age da mesma forma como as demais.

## Ramificações
Em outubro de 2009, Garrett Woodworth gerente de projeto e Nate Abele desenvolvedor, saíram do projeto para dar foco ao Lithium, um framework com base no código originalmente desenvolvido no projeto do CakePHP como "Cake3", mas que não estava de acordo com todo o time de desenvolvimento como substituto para o CakePHP. O restante do time de desenvolvedores continua focado na trilha de desenvolvimento original que foi definida previamente.